# 파리 대왕
《파리대왕》(Lord of the Flies)은 윌리엄 골딩의 소설이다. 골딩은 1954년 이 작품으로 데뷔하였는데, 출간 당시에는 3천 부 미만의 낮은 판매량을 보였으나 곧 베스트셀러가 되었다. 1960년대 초반에는 수많은 학교의 학생들에게 읽히게 되었고, 골딩은 1983년 노벨문학상을 받았다.

## 줄거리
핵전쟁이 일어난 가운데 비행기로 후송되던 한 무리의 영국 소년들이 태평양 어느 무인도에 불시착한다. 대여섯에서 열두 살에 이르는 이 소년들은 열두 살 랄프(Ralph)의 지휘 아래 생존 방법을 찾고 구조를 위해 봉화를 올린다. 그러던 중 불을 관리하던 잭(Jack)과 랠프 사이에 의견 대립이 생겨 소년들은 두 패로 나뉜다. 오두막을 짓고 불이 꺼지지 않도록 지키고 있어야 한다는 랠프와 달리 소년들을 겁에 질리게 만든 ‘짐승’(beast)을 잡으러 나서야 한다는 잭은 자신을 따르는 소년들과 함께 사냥에 나선다. 멧돼지 사냥에 성공한 그들은 잔치를 열고 랠프 무리를 초대한다. 그 자리에서 사냥을 자축하며 춤을 추던 잭의 무리는 소년들을 겁에 질리게 한 ‘짐승’의 정체가 낙하산병의 시체임을 알리려 한 사이먼(Simon)을 흥분한 상태에서 살해하고 만다. 이제 랠프의 곁에는 참모 격인 피기(Piggy)와 몇몇 꼬마밖에 남지 않았다. 점점 더 흉포해지는 잭의 무리는 랠프 무리가 불을 피우지 못하도록 근시 소년인 피기의 안경을 빼앗아 버린다. 이 일로 랠프와 잭이 격렬하게 다투는 동안 잭 무리의 로저(Roger)가 바위를 굴려 피기를 죽게 만든다. 랠프는 달아나고 잭 무리는 살의를 품은 채로 랠프를 찾아 나선다. 랠프는 마지막에 잭의 무리가 산에 놓은 불을 보고 섬으로 온 해군 장관에 의해 구출된다. 랠프가 잭의 무리에게 쫓기던 도중 돼지의 머리를 창에서 빼내고 그 창을 움켜쥠으로서 문명이 패배하고 야만이 승리했다는 점을 알 수 있다.

## 평가
2005년, 타임지가 선정한 1923년부터 2005년까지 발간된 최고의 영어 소설 100권 중 하나이며, 현대 도서관 최고의 소설 100권에 편집자 부분 41위, 독자 부분 25위로 선정되었다.

## 영화
1963년에 피터 브룩이, 1990년에는 해리 훅이 감독을 맡아 영화로 제작되었다.